# Хамене
Хамене́ (перс. خامنه‎, азерб. خامنه, Xamnə) — город в Иране, в провинции Восточный Азербайджан. Расположен в округе Шабестар в 75 километрах к северо-западу от Тебриза. По национальному составу абсолютное большинство составляют азербайджанцы, мусульмане-шииты. Население — 2 850 человек.

## Интересные факты
- В начале XIX века управляющим поселением Хамне был отец азербайджанского писателя Мирзы Фатали Ахундова — Мирза Магомет-Таги. Какое-то время Мирза Фатали Ахундов прожил со своей матерью в Хамне[2].
- Хамене — родина отца Али Хаменеи, аятоллы Сайед Джавад Хосейни Хаменеи.

## Известные уроженцы
- Мусави, Мир-Хосейн — последний премьер-министр Ирана (1981-1989).
- Хиябани, Мухаммед Абдулгамид — предводитель национал-освободительного движения в Иранском Азербайджане.